# Duff McKagan
Michael Andrew McKagan, poznatiji svijetu kao Duff 'Rose' McKagan (Seattle, Washington, 5. veljače 1964.), američki glazbenik i basist.
McKagan je najpoznatiji kao basist hard rock sastava Guns N' Roses u kojem je proveo 13 godina. Duff je visok 191 centimetar, a ima obojanu kosu u plavu (prirodno smeđa) i smeđe oči.

## Rane godine
Michael Andrew McKagan je rođen kao najmlađi od osmero djece od oca Elmera i majke Alice Marie McKagan. Imena i zanimanja njegovih braća i sestara, u prosincu 2002. godine, jesu: Jon (menadžer trgovine QFC prehrambeni lanac), Carol, Mark, Bruce (glavni menadžer za Muzak Corp u Seattleu), Joan Shelton, Claudia Christianson i Matt (učitelj sastava u Lindero Canyon Middle School).
Duffovog oca nazivaju Mac, a majku Marie. Njegov brat Bruce ga je upoznao s basom. Iako je bas bio i ostao njegov primarni instrument, Duff je svirao bubnjeve u mnogo sastava, uključujući legendarni Seattle pop-punk sastav Fastbacks, kojima se pridružio u 15. godini (1980.). Opisuje svoj rodni grad kao "divlji rock 'n' roll sa živim podzemljem."
McKagan je krenuo u Kaliforniju kad je imao 19. godina i svirao u desecima rock sastava u Los Angelesu uključujući "Ten Minute Warning" (zamijenio ga je Daniel House iz Skin Yarda) i hardcore punk sastavu The Fartz. Nakon što je vidio oglas za basistu u lokalnom magazinu, upoznao je gitaristu Slasha i bubnjara Stevena Adlera iz sastava Road Crew u L.A.-evom legendarnom 24-satnom restoranu i okupljalištu rockera Canter's. Duff je očekivao punkere koji bi htjeli svirati rock 70-ih, ali je umjesto toga našao dva čupava lika.
"Kad sam upoznao Slasha i Stevea Adlera prvi puta," kaže, "bilo je čudno, jer nikad prije nisam upoznao nekog poput njih - L.A. lokalne. Izašli smo te noći i napili se, i onda smo imali ovaj sastav. To je bio Slashov sastav, Road Crew."

## Guns N' Roses
Od ostataka sastava L.A. Guns i Hollywood Rose, Axl Rose i Izzy Stradlin su se pridružili Duffu, Slashu i Steveu da bi sastavili Guns N' Roses. Sastavljeni da bi odsvirali zakazane gaže raspalih sastava, nova postava je finalizirana 6. lipnja 1985. godine, Duff je postao basist sastava i nakon dva dana proba, novopečena grupa je odsvirala debitantsku gažu jednog četvrtka u klubu The Troubadour. 
U sastav je dovukao malo punk rocka, kako je bio veliki obožavatelj Sida Viciousa iz Sex Pistolsa i punker u duši. 
Prvi put se vjenčao 28. svibnja, 1988. godine za Mandy Brix, hostesu u japanskom restoranu u L.A.-u koja je imala njezin vlastiti ženski rap-trio, "The Lame Flames." Rastali su se 1990. godine. Ponovno se vjenčao u rujnu 1992. godine za Lindu Johnson, i rastao se u rujnu 1995. godine.
Okrijepljen ovisnošću o drogi i alkoholu, McKagan je preživio osam godina u opasnom sastavu i također je poznat po primanju 1989 American Music Awards u pijanom stanju. Primajući drugu nagradu GnR-a, McKagan i Slash su se popeli na pozornicu veoma pijani, držući pića i pušeći cigarete.  U razmaku od 20 sekunda, Slash je uspio opsovati dvaput u svom suludom govoru nakon čega je bio prekinut glazbom i premještanjem kamere na zastor s AMA logom.  Nakon prve riječi na f, čuo se začuđujući uzdah iz publike, nakon čega je Slash pokrio svoja usta i rekao "oops".  Duff se smijao zajedno s njim. Poslije toga mnogi nastupi uživo kasne nekoliko sekundi da bi se spriječio sličan incident.  Adler i Stradlin su napustili sastav u 1990. i 1991. 1990. godine. Duff i Slash su napisali i odsvirali nekoliko pjesama na albumu Iggyja Popa "Brick by Brick."

## Samostalne godine
Posije pokušaja rehabilitacije, započeo je samostalnu karijeru 1993. godine, s pjesmom "Believe in Me". Godine 1994., McKaganova gušterača je eksplodirala i morao je hitno na operaciju. Doktori su rekli ako ne prestane piti, bit će mrtav za mjesec dana, i McKagan je brzo postao trijezan.
U nadolazećim godinama, McKagan se otrijeznio, postao otac i koncentrirao se na solo karijeru. Pozvao je Abea Laboriela Jr., Michaela Barragana i Izzya Stradlina da mu pomognu na njegovom albumu Beautiful Disease, koji je 1999. godine izdala izdavačka kuća Geffen Records.

## Velvet Revolver
Od travnja 2002. godine, Duff svira bas za sastav Velvet Revolver zajedno s bivšim članovima Gn'R-a, Slashom i Mattom Sorumom, kao i s gitaristom Daveom Kushnerom i bivšim pjevačem grupe Stone Temple Pilots Scottom Wielandom.  Njihov debitantski album "Contraband" je izdan 2004. godine. i došao je na ljestvicu prvih 200.

## Trivia
- Duff je potomak klana Mac Aodhagáin. Njegov nadimak, Duff, slično zvuči irskoj riječi Dubh, koja znači crnokos. Njegovo puno ime as Gailge bi bilo Mícal Uáithne Mac Aodhagáin. Međutim, zbog njegove obojane plave kose, njegovo obiteljsko ime bi bilo Dubh Fionn Mac Aodhagáin.

- Duff je sjedio pokraj Kurta Cobaina na letu za Seattle tjedan dana prije nego što je Curt počinio samoubojstvo.

- Duff je ljevak, ali gitaru svira nadesno.

- Postao je trijezan 1994. nakon što mu je eksplodirala gušterača i zamalo ga ubila zbog prekomjernog konzumiranja droge i alkohola.